# Bahnstrecke Newton Junction–Merrimac
| Gesellschaft: | zuletzt B&M          |                                    |                                    |
| Streckenlänge: | 7,27 km              |                                    |                                    |
| Spurweite: | 1435 mm (Normalspur) |                                    |                                    |
| |                      |                                    |                                    |
| \| \| \| von Wilmington \| \| \| \| 0,00 \| Newton Junction NH \| Newton Junction NH \| \| \| \| nach Agamenticus \| \| \| \| 2,59 \| Newton NH \| Newton NH \| \| \| 7,27 \| Merrimac MA (früher West Amesbury) \| Merrimac MA (früher West Amesbury) \| |                      |                                    |                                    |
| Quellen: Stand 1999 |                      |                                    |                                    |
| Strecke |                      | von Wilmington                     | von Wilmington                     |
| Dienststation / Betriebs- oder Güterbahnhof | 0,00                 | Newton Junction NH                 | Newton Junction NH                 |
| Abzweig ehemals geradeaus, nach links und ehemals von links |                      | nach Agamenticus                   | nach Agamenticus                   |
| Haltepunkt / Haltestelle (Strecke außer Betrieb) | 2,59                 | Newton NH                          | Newton NH                          |
| Kopfbahnhof Streckenende (Strecke außer Betrieb) | 7,27                 | Merrimac MA (früher West Amesbury) | Merrimac MA (früher West Amesbury) |

Die Bahnstrecke Newton Junction–Merrimac war eine 7,3 Kilometer lange eingleisige Eisenbahnstrecke in New Hampshire und Massachusetts (Vereinigte Staaten). 3,5 Kilometer der Strecke lagen in New Hampshire. Sie ist seit 1972 vollständig stillgelegt und abgebaut.

## Geschichte
Am 2. Mai 1868 wurde die West Amesbury Branch Railroad gegründet. Sie baute eine in Newton Junction von der Bahnstrecke Wilmington–Agamenticus der Boston and Maine Railroad abzweigende Stichstrecke in die Kleinstadt West Amesbury, die später in Merrimac umbenannt wurde. Die normalspurige, 7,27 Kilometer lange Strecke wurde am 9. Januar 1873 eröffnet.
Am gleichen Tag pachtete die Boston&Maine die West Amesbury Branch Railroad und erwarb sie endgültig 1893. 1972 legte man die Strecke, die als Merrimac Branch bezeichnet wurde, still, nachdem bereits 1927 der Personenverkehr eingestellt worden war.

## Streckenbeschreibung
Die Strecke zweigte nördlich des Bahnhofs Newton Junction in einem Gleisdreieck aus der Boston&Maine-Hauptstrecke ab und führte zunächst nach Südosten. Vorbei an Newton, wo sich die einzige Zwischenstation befand, überquerte die Trasse die Landesgrenze nach Massachusetts und bog kurz darauf nach Süden ab. Der Endbahnhof in Merrimac lag am östlichen Stadtrand.